# Demografia da República Centro-Africana

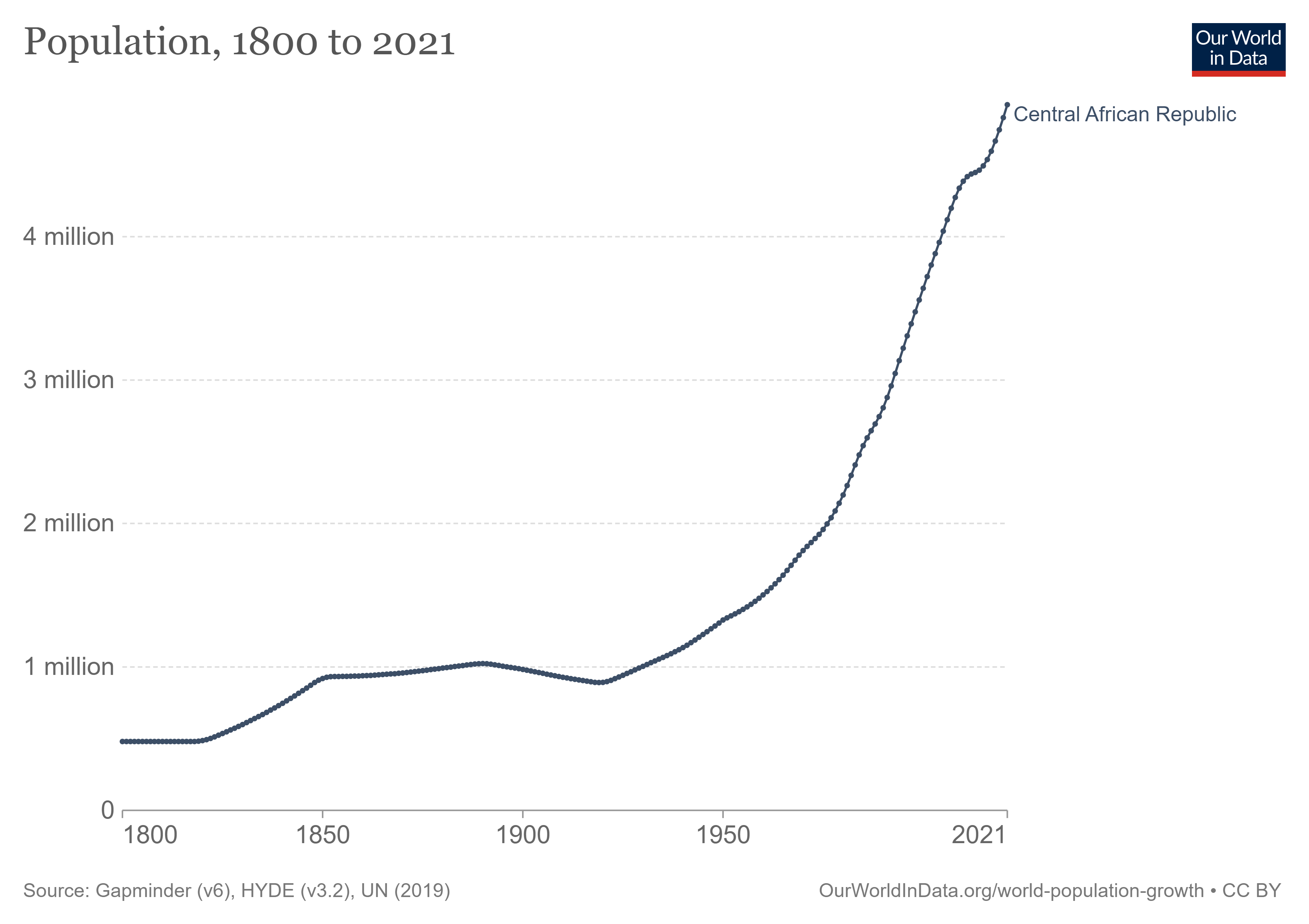
Demografia da Repúblia Centro-Africana, dados de 2005; Número de habitantes em milhares.

A população da República Centro-Africana é estimada em aproximadamente 4,3 milhões de habitantes distribuídos entre mais de 80 grupos étnicos, cada um com sua própria língua. Aproximadamente 50% do total são da etnia Baya-Mandjia, 40% banda, localizados principalmente nas regiões central e norte, 7% são M'Baka, localizados majoritariamante no sul.
O Sangho é uma língua falada por pequenos grupos ao longo do rio Oubangui é a língua nacional falada pela maioria dos centro-africanos. Somente uma pequena parte da população possuem um conhecimento acima do fundamental em francês, a língua oficial.
mais de 55% da população mora em áreas rurais. As principais áreas agrícolas estão nas proximidades de Bossangoa e Bambari. Bangui, Berberati, Bangassou, e Bossangoa são os os centro urbanos mais densamente povoados.

## Estatísticas demográficas do CIA World Factbook
De acordo com o CIA World Factbook, os dados demográficos centro-africanos estão relacionados abaixo:
População
4.303.356
Estrutura etária
0-14 anos: 41,9% (homens 907.629/mulheres 897.153)
15-64 anos: 53,9% (homens 1.146.346/mulheres 1.173.268)
65 anos ou mais: 4,2% (homens 71.312/mulheres 107.648) (2006 est.)
Idade média
Total: 18,4 anos
Homens: 18,0 anos
Mulhere: 18,8 anos (2006 est.)
Taxa de crescimento populacional
1.53% (2006 est.)
Taxa de natalidade
33,91 births/1.000 habitantes (2006 est.)
Taxa de mortalidade
18,65 mortes/1.000 habitantes (2006 est.)
Taxa de migração
0 migrante(s)/1.000 habitantes (2006 est.)
Proporção entre gêneros
No nascimento: 1.03 homens/mulher
Abaixo de 15 anos: 1.01 homens/mulher
15 a 64 anos: 0.98 homens/mulher
65 anos ou mais: 0.66 homens/mulher
População total: 0.98 homens/mulher (2006 est.)
Taxa de Mortalidade Infantil
Total: 85,63 mortes/1.000 nascimentos com vivos
Homens: 92,44 mortes/1.000 nascimentos com vida
Mulheres: 78,61 mortes/1.000 nascimentos com vida (2006 est.)
Expectativa de Vida no Nascimento
População total: 43,54 anos
Homens: 43,46 anos
Mulheres: 43,62 anos (2006 est.)
Taxa de Fertilidade
4,41 crianças /mulher (2006 est.)
Índice de contaminação pelo HIV
Taxa de prevalência em adultos: 13,5% (2003 est.)
Soropositivos/aidéticos: 260,000 (2003 est.)
Mortes: 23.000 (2003 est.)
Grupos étnicos
Baya 33%, Banda 27%, Mandjia 13%, Sara 10%, Mboum 7%, M'Baka 4%, Yakoma 4%, other 2%; About 15,000 Europeans (mostly French) live in the CAR.
Línguas
Francês (official), Sangho (língua franca e língua nacional, línguas tribais